# Avro 500
Die Avro 500 ist ein zweisitziges Doppeldecker-Flugzeug des britischen Herstellers Avro.

## Allgemeines
Im Jahr 1911 erstellte das britische War Office eine Spezifikation für ein zweisitziges Militärflugzeug, das 350 lbs – das entspricht etwa 160 kg – Zuladung haben sowie eine Flugzeit von 4,5 Stunden erreichen sollte und dabei für einen Zeitraum von mindestens einer Stunde eine Höhe von ca. 1370 Metern halten konnte. Die Maschine sollte eine Höchstgeschwindigkeit von etwa 88 km/h und eine Steigrate von ca. 1 m/s erreichen können.
Außerdem sollte das Flugzeug für den Landtransport in einer Kiste relativ einfach zerlegbar sein. Den an der Ausschreibung teilnehmenden Unternehmen verblieben lediglich neun Monate, um eine solche Maschine zu konstruieren und vorzustellen.
Avro entwickelte daraufhin ein Flugzeug auf Basis des Duigan-Doppeldeckers mit verbesserter Aerodynamik. Das Fahrwerk der Duigan beispielsweise wurde unverändert übernommen.
Die Maschine erhielt ursprünglich den Namen „Military Biplane“, also „militärischer Doppeldecker“, wurde aber unter dem Namen „Type E“ besser bekannt.
Der Erstflug des Prototyps, angetrieben mit einem wassergekühlten E.N.V-Motor mit einer Leistung von 44,7 kW (60,8 PS), erfolgte am 3. März 1912 und es zeigte sich sofort, dass die Anforderungen des Militärs bei Weitem übertroffen werden konnten.
Trotzdem war A. V. Roe auch nach Versuchen mit einem A.B.C.-Motor mit ebenfalls 44,7 kW mit der Konstruktion noch nicht zufrieden. Er baute nach dem Absturz des ersten Prototyps während eines Schulungsflugs am 29. Juni 1913 eine zweite Maschine mit dem zwar schwächeren, aber weitaus leichteren Gnome-7-Zylinder-Sternmotor. Nachdem dieses Flugzeug vor den Augen der Militärs alle geforderten Leistungstests mit Bravour abgelegt hatte, wurde es sofort gekauft und zwei weitere Maschinen mit Doppelsteuerung wurden bestellt.
Roe war der Meinung, dass dieser zweite Prototyp das erste wirklich erfolgreiche Flugzeug aus seinem Hause sei und gab dieser Konstruktion die Bezeichnung Avro 500; damit begann bei Avro die fortlaufende Nummerierung der einzelnen Baureihen.
Anfang 1913 wurden weitere drei Maschinen an das War Office ausgeliefert. Außerdem erhielt die Admiralität zwei Maschinen. Ein Flugzeug wurde an die portugiesische Regierung ausgeliefert. Eine weitere Maschine, ursprünglich als Vorführmaschine für Avro in Betrieb, wurde später an die Marine abgegeben. Die letztgebaute 500 erhielt wiederum die Luftwaffe.
Die Flugzeuge wurden teilweise in Avros Betrieb in Manchester, einige im Werk am Shoreham Aerodrome in Sussex gefertigt.
Einige der Avro 500 waren noch in den ersten Jahren des Ersten Weltkrieges im Luftwaffendienst; von einer Maschine ist bekannt, dass sie mit einem Gnome-Triebwerk mit der doppelten Leistung der Serienversion ausgerüstet worden war.

## Aufbau
Die Avro 500 war ein zweistieliger Doppeldecker, der Rumpf war in stoffbespannter Holzbauweise konstruiert.
Das Fahrwerk bestand aus einem zweirädrigen gefederten Hauptfahrwerk und einem ebenfalls gefederten Hecksporn.

## Militärische Nutzung
Portugal
 Vereinigtes Königreich
- Royal Flying Corps
- Royal Naval Air Service

## Technische Daten
| Avro 500/Type E       | |
| Kenngröße             | Daten |
| Länge                 | Avro 500: 8,84 m Type-E-Prototyp: 9,30 m                                                                       |
| Höhe                  | 2,97 m |
| Flügelspannweite      | 10,97 m |

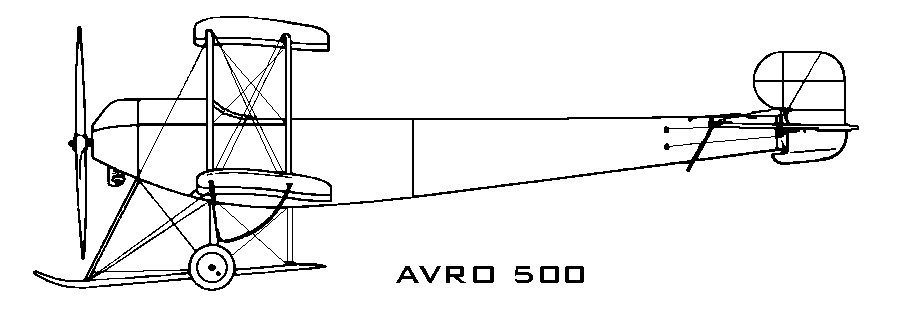
Linke Seitenansicht

| Antrieb               | Avro 500: ein Gnome-Motor mit 37,3 kW (50,7 PS) Type-E-Prototyp: ein E.N.V.-Type-F-Motor mit 37,3 kW (50,7 PS) |
| Höchstgeschwindigkeit | ca. 98 km/h |
| Besatzung             | 2 |
| Leergewicht           | Avro 500: 408 kg Type-E-Prototyp: 499 kg                                                                       |
| max. Startgewicht     | Avro 500: 590 kg Type-E-Prototyp: 748 kg                                                                       |

## Variante Avro 502/Type Es
Überzeugt von den Leistungen der zweisitzigen Avro 500 bestellte die britische Luftwaffe im November 1912 vier Exemplare dieses Flugzeuges in einer einsitzigen Variante.
Zur Unterscheidung von der zweisitzigen Variante erhielt dieser Typ Avro-intern die Bezeichnung 502, die militärische Bezeichnung lautete Type Es.